# Henri-René Garaud
Pour les articles homonymes, voir Garaud.
Henri-René Garaud, né le 27 février 1926 à Aleu (Ariège) et mort le 22 juillet 1998 dans le 8e arrondissement de Paris, est un avocat et homme politique français.

## Biographie
Henri-René Garaud naît le 27 février 1926. Il reçoit la Légion d'honneur en mars 1997.

### Avocat
Parmi ses premières affaires, une accusée de vol qui est innocentée mais reconnaît ensuite secrètement qu'elle était coupable ou un ancien harki du Havre qui a massacré la mère de cinq enfants car il craignait qu'elle ne le trompe et le quitte.
À l'âge de presque 50 ans, il a été notamment l'avocat des parties civiles lors des deux procès de Pierre Goldman en 1974 et 1976, accusé d'avoir tué deux personnes et gravement blessé un policier lors de l'attaque d'une pharmacie en 1969. Défendant les familles des victimes il obtient une condamnation à perpétuité en 1974, qui devient un acquittement en 1976.
En 1976, aussi, dans une affaire de légitime défense, dont il est devenu un fin connaisseur, il plaide le dossier d'un spécialiste des transistors piégés pour exploser au visage des cambrioleurs, dont il obtiendra l'acquittement.
Deux décennies plus tard, son parcours de ténor l'a conduit à assurer en 1992 les intérêts de la boulangère de Reims, meurtrière d'un petit voleur, elle aussi acquittée. Cette dernière avait été fortement soutenue par le Front national. 
Il a été l'avocat de Christine Villemin dans l'affaire Gregory, grâce à un journaliste d'Europe1 proche, qui l'introduit auprès d'elle, débouchant, peu après sur une grande interview par Jean-Pierre Elkabbach.
Il a aussi été l'avocat de Simone Weber, du policier Gilles Burgos, d'autres policiers condamnés comme les agresseurs de Malik Oussekine et des accusés de la fusillade de Hienghène (Nouvelle-Calédonie).

### Militant
En janvier 1978, il cofonde l'association Légitime défense, qui promeut un droit élargi à la légitime défense, le but étant « d'affirmer le droit à la légitime défense de soi-même et d'autrui et d'obtenir une protection efficace pour toutes les victimes de violences en exigeant une répression énergique des crimes et des délits ».
L'association est présidée dès ses débuts par des magistrats et policiers connus. Elle a comme président François Romerio, ancien premier président de la Cour de sûreté de l'État. Ses vice-présidents sont Claude Aupeix, président de la Fédération professionnelle indépendante de la police, syndicat classé à l'extrême-droite, et Raymond Fabre, vice-président du tribunal de grande instance de Bobigny .
Elle milite pas seulement pour la répression plus sévère des crimes en général et le rétablissement de la peine de mort, mais aussi, comme son nom l'indique, pour le droit élargi à la légitime défense. Le Monde dira de lui qu'il est « un cas assez intéressant : avocat à la cour, procureur à la ville ».
Il milite également dans un parti politique situé à la jonction de la droite et l'extrême droite, au Centre national des indépendants et paysans et devient président de sa commission « Justice ». Il est présenté parfois comme proche des idées de Jean-Marie Le Pen.

### Élu local
Il a été maire, pendant plus de 20 ans[Quand ?], de Vaychis (Ariège) et y est inhumé.

### Mort
Il meurt le 22 juillet 1998, à l'âge de 72 ans.

## Ouvrages
- Avec François Broche, Mon intime conviction : entretien avec François Broche, Paris, Pygmalion, 1994, 261 p. (ISBN 2-85704-416-X).
- Avec François Foucart, Une vie d'avocat politiquement incorrect, Paris, Plon, 1996, 234 p. (ISBN 2-259-18091-4).